# Live Phish Volume 10
Live Phish Vol. 10 es un álbum en directo de la banda de rock estadounidense Phish grabado en directo en el Veterans Memorial Auditorium de Columbus, Ohio el 22 de junio de 1994.

## Lista de canciones

### Disco 1
1. "Llama" (Anastasio) - 5:52
2. "Guelah Papyrus" (Anastasio, Marshall) - 6:08
3. "Rift" (Anastasio, Marshall) - 6:22
4. "Gumbo" (Anastasio, Fishman) - 4:55
5. "Maze" (Anastasio, Marshall) - 10:22
6. "If I Could" (Anastasio) - 6:05
7. "Scent of a Mule" (Gordon) - 7:02
8. "Stash" (Anastasio, Marshall) - 12:44
9. "Golgi Apparatus" (Anastasio, Marshall, Szuter, Woolf) - 5:02

### Disco 2
1. "2001" (Deodato) - 7:33
2. "Mike's Song" (Gordon) - 12:33
3. "Simple" (Gordon) - 6:44
4. "Catapult" (Gordon) - 0:57
5. "Simple" (Gordon) - 5:22
6. "Icculus" (Anastasio, Marshall) - 4:20
7. "Simple" (Gordon) - 0:51
8. "Mike's Song" (Gordon) - 0:30
9. "I Am Hydrogen" (Anastasio, Daubert, Marshall) - 2:02
10. "Weekapaug Groove" (Anastasio, Fishman, Gordon, McConnell) - 5:10
11. "The Man Who Stepped Into Yesterday" (Anastasio) - 3:02
12. "Avenu Malkenu" (Traditional) - 3:05
13. "The Man Who Stepped Into Yesterday" (Anastasio) - 1:22
14. "Fluffhead" (Anastasio, Pollak) - 10:20
15. "My Sweet One" (Fishman) - 2:05

### Disco 3
Pistas 6-7 grabadas el 24 de junio de 1994 en Murat Theater en Indianapolis, Indiana.
1. "Big Ball Jam" (Anastasio, Fishman, Gordon, McConnell) - 2:03
2. "Jesus Just Left Chicago" (Beard, Gibbons, Hill) - 9:04
3. "Sample in a Jar" (Anastasio, Marshall) - 4:57
4. "Carolina" (Traditional) - 1:45
5. "Cavern" (Anastasio, Herman, Marshall) - 4:33
6. "Demand" (Anastasio, Marshall) - 2:22
7. "Run Like an Antelope" (Anastasio, Marshall, Pollak) - 22:40

## Personal
- Trey Anastasio - guitarra, voz
- Page McConnell - piano, órgano, voz
- Mike Gordon - bajo, voz
- Jon Fishman - batería , voz